# Wernhard Mispelhorn

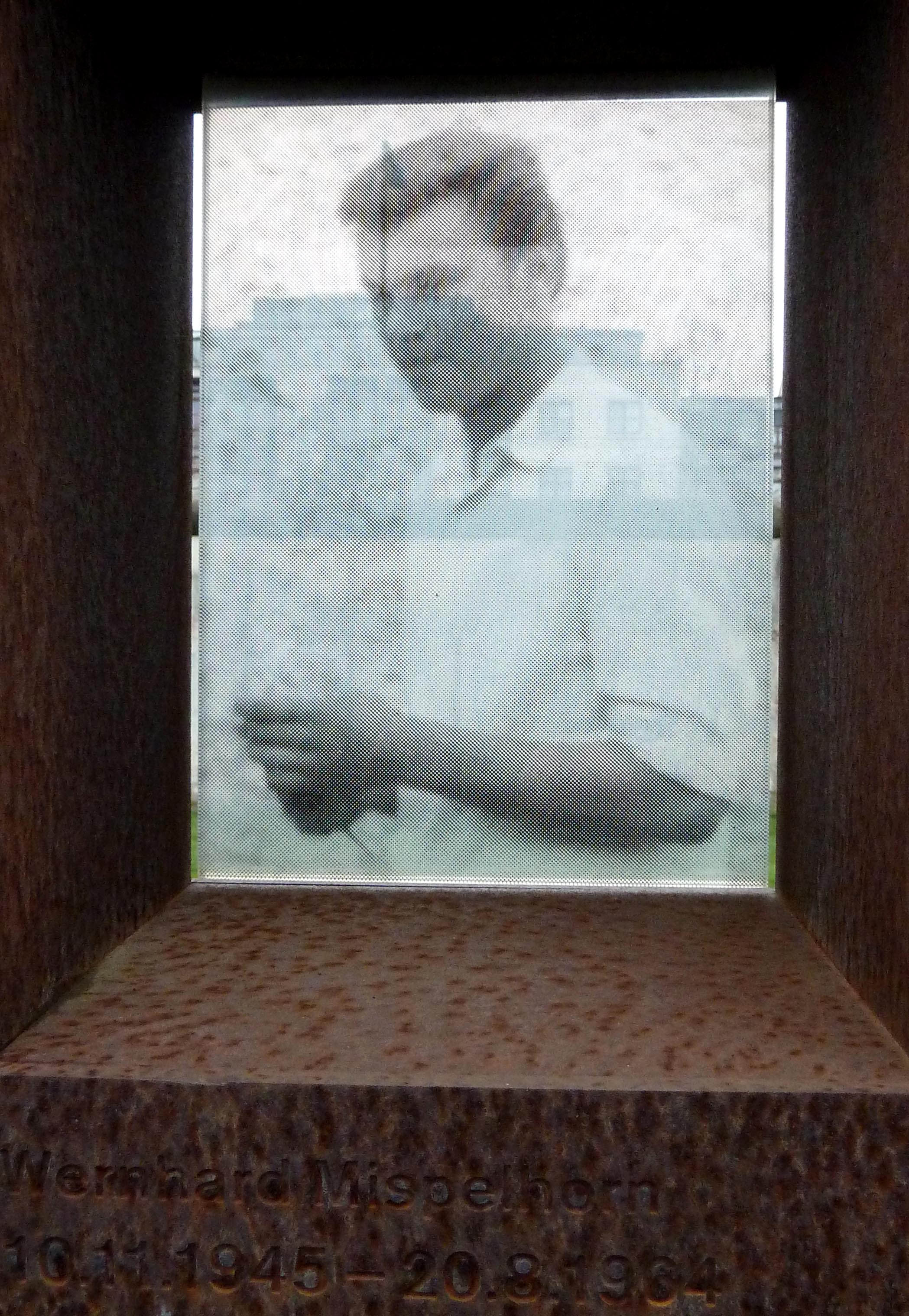
Wernhard Mispelhorn im Fenster des Gedenkens der Gedenkstätte Berliner Mauer

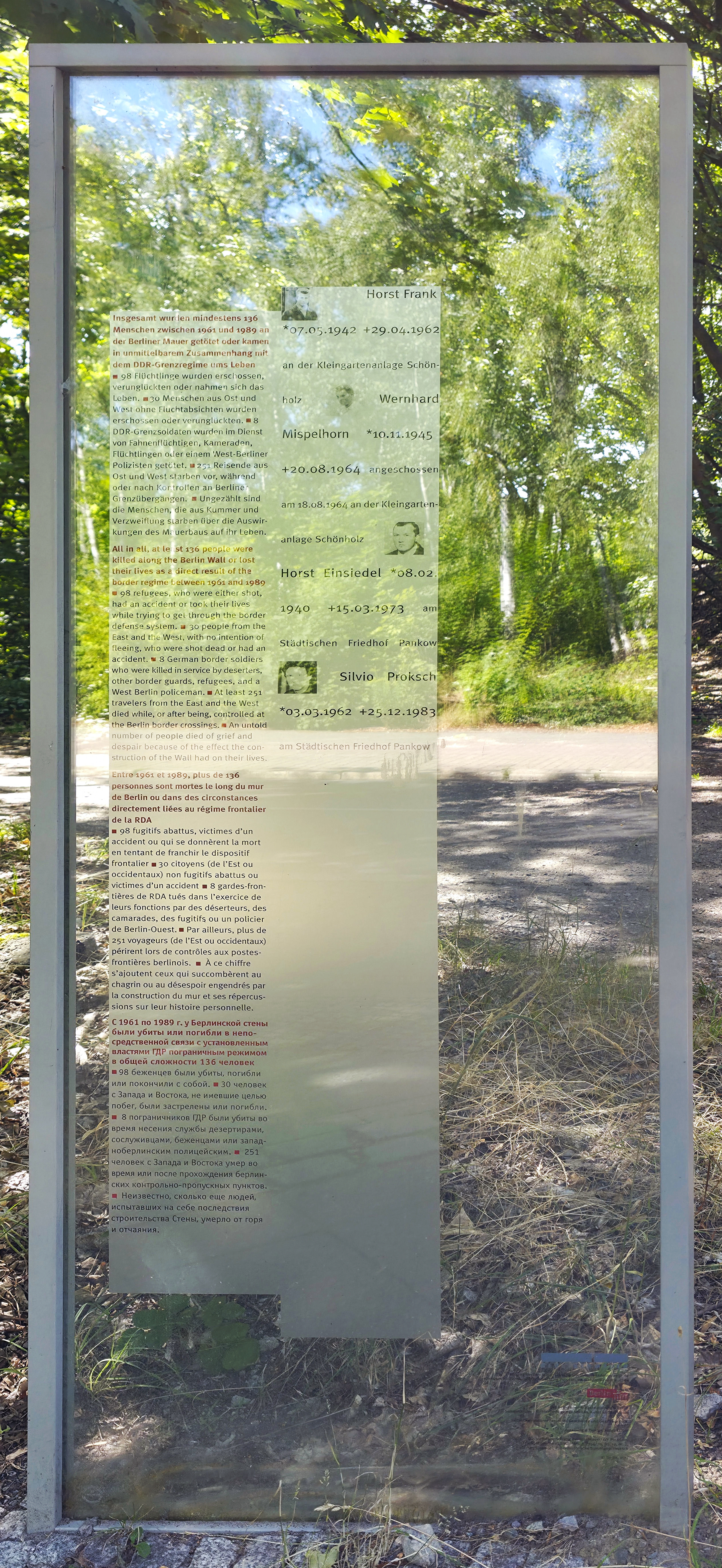
Gedenktafel, Klemkestraße, in Berlin-Reinickendorf

Wernhard Mispelhorn (* 10. November 1945 in Berlin; † 20. August 1964 ebenda) war ein Todesopfer an der Berliner Mauer. Angehörige der Grenztruppen der DDR verletzten ihn bei einem Fluchtversuch tödlich.

## Leben
Wernhard Mispelhorn wurde als viertes Kind einer in Berlin-Buchholz lebenden Familie geboren. Noch vor Errichtung der Mauer ließen sich seine Eltern scheiden. Er blieb mit seinem Bruder bei seiner Mutter. Eine seiner Schwestern ging 1960 nach Hannover. Nach der Schule absolvierte er eine Lehre zum Installateur und arbeitete als Montageschlosser außerhalb Berlins. Im August 1964 durfte seine Freundin die DDR verlassen und zu ihrer Familie in den Westen gehen. Wernhard Mispelhorn wollte ihr folgen und plante die Flucht.
Am Abend des 17. August 1964 traf er sich mit zwei Freunden in einer Kneipe am Prenzlauer Berg. Im Zuge des Alkoholkonsums beschlossen die drei, einem Gerücht nachzugehen, dass die Flucht an einer Stelle in Berlin-Schönholz besonders einfach sei, und fuhren ohne konkrete Fluchtabsicht dorthin. An der Gartenkolonie in Schönholz angekommen, hoben sie einen Zaun an, so dass Wernhard Mispelhorn darunter hindurch kriechen konnte, um den Grenzstreifen einzusehen. Ohne Ankündigung sprang Wernhard Mispelhorn  auf und rannte in Richtung Grenze. Die Flucht wurde von zwei Grenzposten entdeckt, die so lange auf den Flüchtenden schossen, bis dieser zusammenbrach. Seine beiden Begleiter flohen, als die Schüsse auf ihn fielen. Der Verletzte wurde in das Krankenhaus der Volkspolizei verbracht. Dort starb Wernhard Mispelhorn am 20. August.
Die Mutter von Wernhard Mispelhorn wurde am Tag nach den Schüssen vom Ministerium für Staatssicherheit informiert. Ein Besuch bei ihrem sterbenden Sohn blieb ihr verwehrt. Das MfS verpflichtete die Familie, über die genauen Umstände des Todes Stillschweigen zu bewahren – eine Taktik des MfS, um zu verhindern, dass Informationen in den Westen gelangten. In West-Berlin gab es keine Erkenntnisse über den Tod von Mispelhorn. Eine bei der Flucht zufällig anwesende Polizeistreife konnte keine genaueren Beobachtungen machen, sie sah nur zwei Grenzsoldaten mit einer Tragbahre.